# Едхем Шљиво
Едхем Шљиво (Сарајево, 16. март 1950) је бивши југословенски фудбалер.

## Каријера
Рођен 16. марта 1950. у Сарајеву. Почео је да игра 1964. у пионирској екипи ФК Сарајево, а 1968. постаје првотимац и до 1978. играо је укупно на 437 утакмица и постигао 91 гол.
Кад је напустио Сарајево, играо је у Белгији за Лијеж (1978-1981), а затим је једну сезону наступао за француску Ницу (1981-82). Након две сезоне у дресу немачког бундеслигаша Келна у којем је одиграо 28 утакмица Бундеслиге и постигао два гола, враћа се у Белгију и поново наступа за екипу из Лијежа.
Имао је тешку саобраћајну несрећу 17. децембра 1986. у околини белгијског Лијежа. Сломио је обе ноге, други и трећи пршљен на врату, био је парализован и у тешком стању. Борба за живот Едхема Шљиве трајала је 40 дана, тада су лекари говорили да га је само то што је био спортиста у форми одржало у животу.
Живи и ради у Белгији, у Лијежу као власник ресторана, а од 1990. године постоји турнир у малом фудбалу који носи његово име.

## Репрезентација
Уз четири сусрета за младу репрезентацију, одиграо је и 12 утакмица за репрезентацију Југославије и постигао два гола. Дебитовао је 18. фебруара 1976. против Туниса (1:2) у Тунису, а последњу утакмицу је одиграо на Светском првенству у Шпанији, 26. јуна 1982. против Хондураса (1:0) у Сарагоси.

### Голови за репрезентацију
| #  | Датум             | Место     | Противник | Резултат | Такмичење                                |
| -- | ----------------- | --------- | --------- | -------- | ---------------------------------------- |
| 1. | 24. фебруар 1976. | Ел Џејаир | Алжир     | 2:1      | Пријатељска                              |
| 2. | 29. април 1981.   | Сплит     | Грчка     | 5:1      | Квалификације за Светско првенство 1982. |